# Jaak Aab
Pour les articles homonymes, voir Aab.
Jaak Aab, né le 6 avril 1960 à Taagepera, est un homme politique estonien, membre du Parti du centre (KESK).

## Biographie
Aab est nommé ministre de l'Administration publique par Jüri Ratas en juin 2017. Il démissionne en avril 2018, après avoir commis des infractions au code de la route. Il est néanmoins nommé de nouveau au même poste en avril 2019 avant de se voir confier le portefeuille de l'Éducation et de la Recherche en novembre 2020. Enfin, il occupe de nouveau son poste à l'Administration publique dans le gouvernement Kaja Kallas du 26 janvier 2021 au 3 juin 2022.